# Balaklava (Australie)
Pour l’article homonyme, voir Balaklava.
Balaklava (1 626 habitants) est un village à 92 km au nord
d'Adélaïde et à 26 km à l'est de Port Wakefield en Australie-Méridionale.